# Erik Gaardhøje
Erik Foersom Gaardhøje (Frederikshavn, 2 novembre 1938 – Esbjerg, 22 maggio 2007) è stato un calciatore danese, di ruolo portiere.

## Biografia
Nacque a Frederikshavn ma trascorse l'adolescenza a Glostrup. Qui iniziò a muovere i primi passi nel calcio. Quando il padre farmacista si trasferì a Esbjerg, Erik entrò nella squadra locale.
Dopo il ritiro si laureò all'università di Esbjerg. Diventò un insegnante e successivamente, dal 1982 al 2002, lavorò come preside.
Morì nel 2007 dopo una lunga malattia. Venne sepolto nel cimitero di Gormsgade a Esbjerg.

## Caratteristiche tecniche
Era un portiere alto e atletico, molto rapido e reattivo tra i pali.

## Carriera

### Club
Erik entrò nella squadra dell'Esbjerg, esordì nell'Esbjerg FK nel 1956 come successore del portiere Gunnar Jacobsen.
Con i biancoblu collezionò 250 presenze.
Vinse quattro campionati danesi (1961, 1962, 1963 e 1965). Nel 1964 l'Esbjerg arrivò quarto ma vinse la coppa di danimarca.
All'età di 29 anni, un infortunio a una spalla lo tenne lontano dai campi per diverso tempo. Il suo sostituto, Verner Beck, si rese protagonista di buone prestazioni e ottenne il posto da titolare, segnando la fine della carriera di Gaardhøje. Giocò la sua ultima partita il 13 novembre 1966 contro l'Horsens.
Collezionò in totale 250 presenze con la maglia dell'Esbjerg.

### Nazionale
Tra il 1958 e il 1960 collezionò 6 presenze in Under 21.
Nel 1960 partecipò alle Olimpiadi di Roma come terzo portiere. Pur non scendendo in campo vinse la medaglia d'argento.
Esordì in nazionale maggiore il 18 giugno 1961 contro la Svezia, entrando in campo al posto di Henry From che aveva annunciato il suo ritiro. La sua ultima presenza fu il 3 giugno 1963 in casa contro la Finlandia, in una partita pareggiata per 1-1.

## Palmarès

### Giocatore

#### Club
- Campionato danese: 4

Esbjerg: 1961, 1962, 1963, 1965
- Coppa di Danimarca: 1

Esbjerg: 1964

#### Nazionale
- Argento olimpico: 1

Roma 1960